# Bergplatvoetje
Het bergplatvoetje (Platycheirus tarsalis) is een vliegensoort uit de familie van de zweefvliegen (Syrphidae). De wetenschappelijke naam van de soort is voor het eerst geldig gepubliceerd in 1836 door Theodor Emil Schummel.